# Dunkirk (Indiana)
Dunkirk é uma cidade localizada no estado americano de Indiana, no Condado de Blackford e Condado de Jay.

## Demografia
Segundo o censo americano de 2000, a sua população era de 2646 habitantes.
Em 2006, foi estimada uma população de 2629, um decréscimo de 17 (-0.6%).

## Geografia
De acordo com o United States Census Bureau tem uma área de
2,9 km², dos quais 2,9 km² cobertos por terra e 0,0 km² cobertos por água.

## Localidades na vizinhança
O diagrama seguinte representa as localidades num raio de 16 km ao redor de Dunkirk.